# 第二次対金戦争
第二次対金戦争（だいにじたいきんせんそう）は、13世紀にモンゴル帝国と金朝との間で行われた戦争。1230年から1234年まで行われ、この戦争で金朝は完全に滅亡した。

## 背景
1206年にチンギス・カンによって建国されたモンゴル帝国は第一次対金戦争、またチンギス・カンの西征によって一躍その名をユーラシア諸国に轟かす大帝国となった。しかし、チンギス・カンの時代のモンゴル帝国はひたすら征服戦争を行い続けたため、その国家体制はいまだ盤石といえず、チンギス・カンが1227年に没するとその問題が表面化してきた。
そこで新帝オゴデイの政権は、いまだ黄河の南で命脈を保つ往年の大帝国の金朝を滅ぼすことで政権の盤石さを誇示しようとし、準備を始めた。
一方、金朝も第一次対金戦争で著しくその力を落としたとはいえ、いまだ30万の兵力を擁し、潼関・開封を中心に守りを固めており、容易に倒せる相手ではなかった。そこでモンゴル帝国は、新帝オゴデイを中心としてトルイ、テムゲ・オッチギンなどの帝国の有力者が揃った一大作戦を計画した。

## 経緯

モンゴル帝国の拡大。

モンゴル帝国は1230年、モンゴル本土をチャガタイが預かり、右翼軍をトルイが、中軍を新帝オゴデイが、左翼軍をテムゲ・オッチギンがそれぞれ率いて金朝領に攻め込んだ。
オゴデイ率いる中軍は山西を下り、黄河を挟んで金軍と対峙し、時間稼ぎを行った。
また、テムゲ・オッチギン率いる左翼軍はあえてゆっくりと行軍を行うことで地元住民の恐怖をあおり、結果として開封への避難民が急激に増加し、金軍は身動きが取れなくなった。一方、トルイ率いる右翼軍は京兆を落とし、その後強行軍を重ねながらも開封の南方に出て、モンゴル軍は北・東・南から開封を囲むことになった。
そこで金軍が首都防衛のため、やむなく黄河南岸の軍を南下させたことで、戦局が大きく動き、オゴデイ率いる本隊は大挙して黄河を渡り、南下した金軍主力はトルイと対峙した。トルイは寡勢ながらも完顔陳和尚率いる金軍を三峰山の戦いで破り、この大敗によって金軍は抵抗のすべをなくし、1234年に滅びた。

## トルイの死
一連の戦争で一番の功績を立てたのは、右翼軍を率いたトルイだった。ところがトルイは、三峰山の戦いの後で死去した。
この間のことを『元朝秘史』などの史書ではいずれも、オゴデイの身代わりとなって死んだと記述しているため、あまりに声望を高めたトルイを邪魔に思ったオゴデイ新政権が謀殺したという説もある。実際、この後モンゴル帝国ではオゴデイ・チャガタイの両家がモンゴル帝国の中心になり政治を行ったため、トルイの死が両者の権力掌握にとって好都合だったことは確かなようである。

## その後の影響
一連の戦闘の結果、モンゴル帝国は対金戦争をほぼ完璧な形で終えたことで、新政権の基盤が盤石であることを示すこともできた。
一方でトルイの死によって、モンゴル帝国の中心はオゴデイ・チャガタイの両家に完全に移った。後のバトゥの西征の時にジョチ家のバトゥ・トルイ家のモンケがオゴデイ家のグユク・チャガタイ家のブリと対立した遠因は、このころのオゴデイ・チャガタイ両家の栄達とジョチ・トルイ両家の不遇という状況に求められるかも知れない。